# Шляховое (Одесская область)
Шляхово́е (укр. Шляхове́) — село, относится к Балтскому району Одесской области Украины.
Население по переписи 2001 года составляло 526 человек. Почтовый индекс — 66120. Телефонный код — 4866. Занимает площадь 2,59 км². Код КОАТУУ — 5120689501.

## Местный совет
66120, Одесская обл., Балтский р-н, с. Шляховое